# Abbaye de Saint-Hilaire
Pour les articles homonymes, voir Abbaye de Saint-Hilaire (homonymie) et Saint-Hilaire.
L'abbaye de Saint-Hilaire est une abbaye bénédictine située à Saint-Hilaire dans le département de l'Aude entre Limoux et Carcassonne. L'abbaye fortifiée date du VIIIe siècle et son église du XIIe siècle.

## Histoire
L'abbaye est construite sur l'ancien emplacement de la chapelle Saint-Hilaire, premier évêque de Carcassonne. Saint Hilaire évangélisa la région du Carcassès au VIe siècle. La première mention écrite de l'abbaye date de 825 et on apprend que celle-ci est d'abord dédiée à saint Saturnin, premier évêque de Toulouse. En 970 a lieu le transfert des reliques de saint Hilaire sous l'abbatiat de Benoît et en présence du comte de Carcassonne Roger Ier.
Au IXe siècle, une charte de Louis le Débonnaire autorise les moines à élire leur abbé afin de respecter la règle de saint Benoît. Jusqu'au XIIe siècle, l'abbaye bénéficie de la protection des comtes de Carcassonne. Pendant la croisade contre les Albigeois, les moines sont accusés de favoriser l'hérésie cathare. Le monastère est pillé et ravagé. Quelques terres et certains biens fonciers sont cédés à la communauté dominicaine de Prouilhe jusqu'en 1217. 
En 1226, Guillaume de l'Isle, abbé de l'abbaye Saint-Pons de Thomières fut nommé avec les abbés de l'abbaye de Lagrasse et de l'abbaye de Saint-Hilaire pour présider au chapître général des moines noirs de la province de Narbonne, qui fut tenu dans l'abbaye de Saint-Thibéry du diocèse d'Agde. C'est pourquoi la Bulle qui est datée de Péruse le 1er juillet, dans laquelle le pape Grégoire IX confirme les statuts qui y furent faits fut adressée à ces trois abbés,.
En 1246, Saint Louis ordonne au sénéchal de Carcassonne de restituer les terres à l'abbé de Saint-Hilaire. Au XIe siècle elle passe sous l'autorité de l'abbaye Saint-Michel-de-la-Cluse.
Aux XIVe et XVe siècles, l'abbaye connaît de nombreuses difficultés financières, conséquences de la guerre de Cent Ans ans et de la peste noire. Le monastère qui comptait 32 moines au XIIe siècle, n'en recense plus que 20 au XIVe. À partir de 1534, l'abbaye est soumise à la commende et les difficultés financières persistent. C'est durant cette période que la blanquette de Limoux est créée par les moines de Saint-Hilaire en 1531 dans les caves attenantes à l'abbaye. En 1748, les offices claustraux et les places monacales sont supprimés par l'évêque monseigneur De Bezons de Carcassonne. L'église abbatiale devient église paroissiale dès 1758. À la fin du XVIIIe siècle, les bâtiments conventuels sont vendus comme biens nationaux.

## Description
L'abbaye bénédictine fortifiée de Saint-Hilaire est constituée d'une église abbatiale, d'un cloître, de deux réfectoires, d'un logis abbatial, d'une ancienne salle capitulaire, de celliers taillés dans la roche, et dans la partie fortifiée d'une prison et de l'ancienne salle des gardes.

### Le cloître

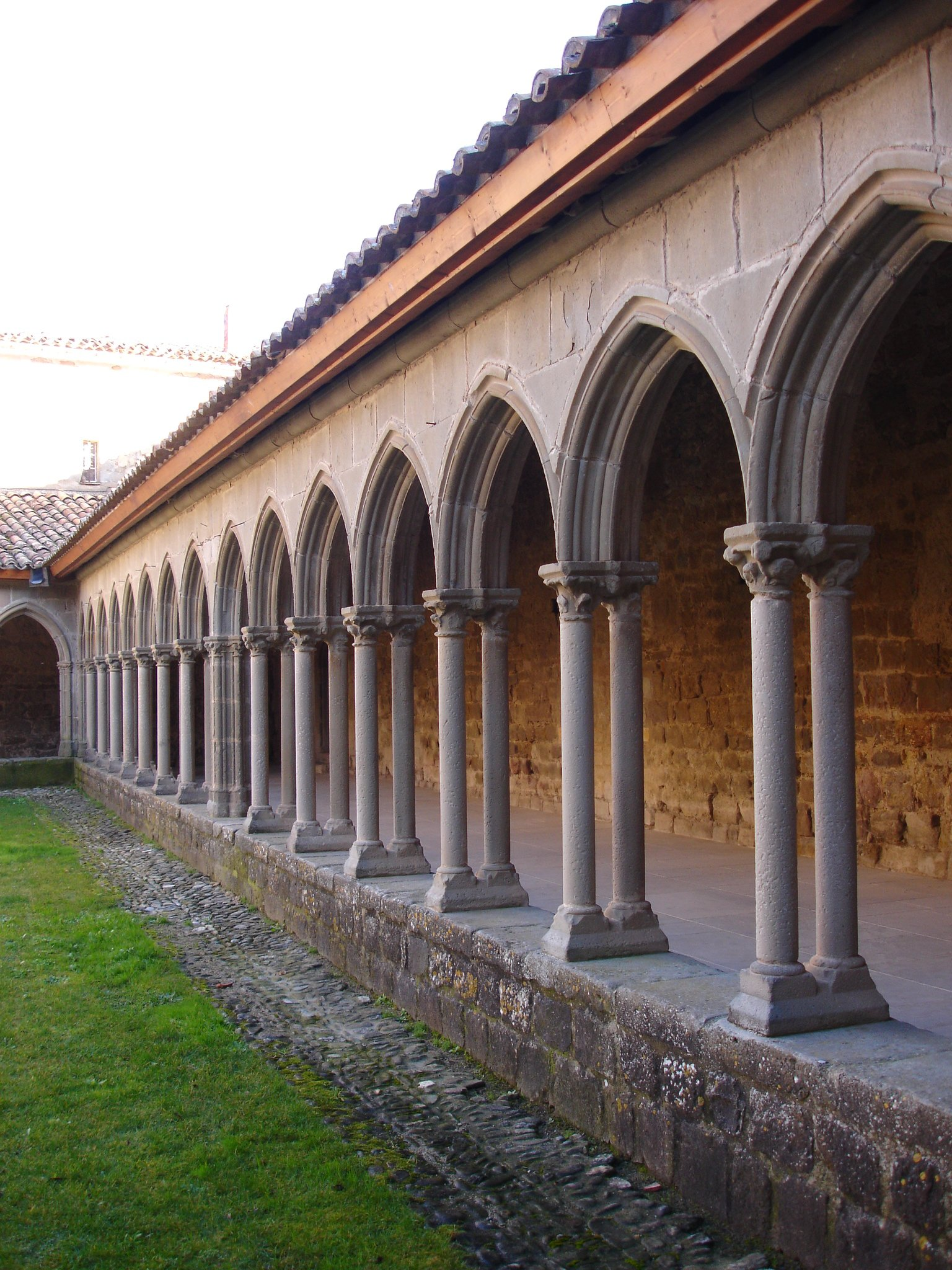
Cloître de l'abbaye.

Il a été édifié au XIVe siècle en forme de trapèze irrégulier avec quatre galeries. Elles sont composées d'arcades ogivales et moulurées à colonnettes jumelées. Les chapiteaux taillés dans un seul bloc de pierre sont décorés de feuillages, de visages humains ou d'animaux. La pierre utilisée est le grès qui provient des carrières du Razès. Le centre du cloître comporte un bassin quadrilobe avec en son centre une vasque datant du XVIe siècle ainsi qu'un puits. Le cloître est classé monument historique par la liste de 1846.

### La salle capitulaire
La salle capitulaire est aujourd'hui condamnée. Il ne subsiste qu'une fenêtre géminée en plein cintre ainsi que sa porte d'entrée qui a été entièrement murée.

### Le logis abbatial

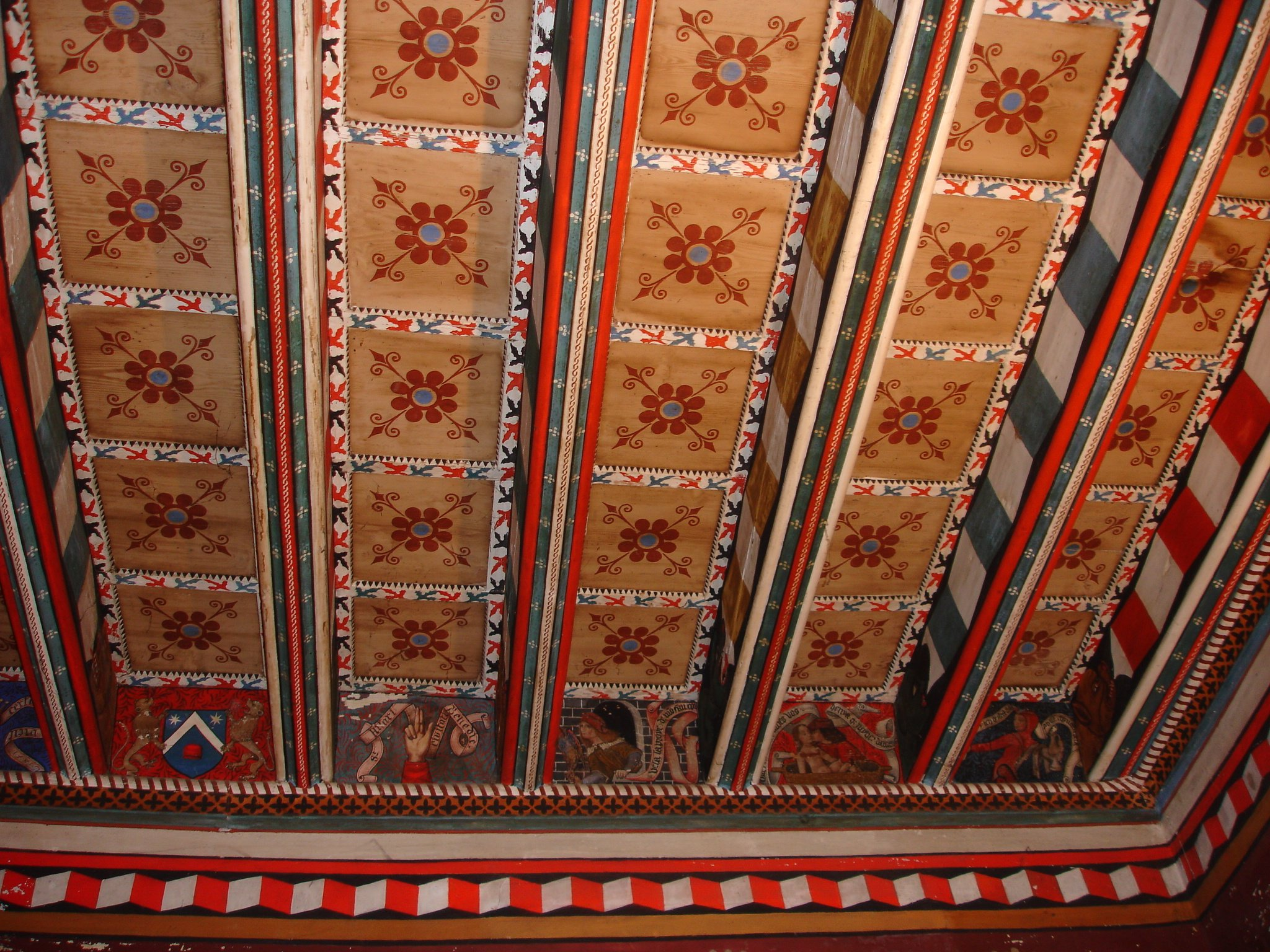
Plafond du logis abbatiale.

Cette pièce jouxte la salle capitulaire et était réservée à l'abbé. Utilisée comme salon particulier ou chambre, elle présente une décoration remarquablement bien conservée. Le plafond peint à solives date de la toute fin du XVe siècle. Il présente des formes géométriques et des représentations animales et humaines. En revanche, sur les murs, les peintures datent du XIXe siècle et représentent les armoiries de tous les abbés de Saint-Hilaire avec leur nom et date d'élection. Une partie du plafond peint a été mise au jour et restaurée au début de l'année 2013.

### Les réfectoires
La partie sud de la galerie du cloître dessert les réfectoires de l'abbaye. Un réfectoire pour les moines et un autre pour les étrangers et hôtes de passage. Les deux réfectoires sont séparés par un épais mur renfermant une chaire de lecture d'architecture particulière. Un escalier étroit aménagé dans l'épaisseur du mur permet d'y accéder. La chaire est voûtée d'une croisée d'ogives à la clé de voûte circulaire et elle date du XIVe siècle.
Une fois le moine assis, il était caché, seule sa voix ressortait de ce mur, atténuée d'écho. On entendait le moine mais on ne le voyait pas. Une façon unique de maîtriser l'acoustique et de favoriser l'écoute.
Le réfectoire des moines a été rénové au cours des années 2005-2006 par l'architecte en chef des monuments historiques et permet souvent aux artistes locaux de dévoiler leurs talents par le biais d'exposition. Des conférences, des concerts ont leurs places dans ce grand et bel édifice également.
Les deux réfectoires avec la chaire de lecteur incluse entre ces derniers sont classés monument historique le 5 janvier 1993.

### L'église abbatiale
L'église abbatiale date du XIIe siècle et est classée monument historique par la liste de 1840. Elle se compose d'une abside semi-circulaire en cul de four avec trois baies dotées de vitraux créés XIXe siècle par l'atelier de Louis-Victor Gesta. L'abside est cantonnée de deux chapelles latérales une au sud et une au nord qui a été supprimée au profit de la sacristie. La nef est constituée de trois travées voûtées d'ogives datées du XIIIe siècle.
Le plafond de l'ancien presbytère est classé monument historique le 22 juillet 1914 alors que les bâtiments à l'est et à l'ouest du cloître sont inscrits monuments historiques le 8 novembre 1990.

### La partie fortifiée
Au cours du XIVe siècle, dans une période de troubles et d’insécurité (peste noire, famines, compagnies de « Routiers » et chevauchée du Prince noir pendant la guerre de Cent Ans), l’abbaye se fortifie, même s’il existait déjà une première enceinte plus rudimentaire auparavant. Un rempart, toujours perceptible, enserre intégralement le site. De plus, une herse complétée par une double porte (aujourd’hui détruites) protégeaient l’entrée directe au monastère. 
À cet endroit même, une tour de guet à deux niveaux s’élevait au niveau de ces portes. Derrière l’église, un autre accès est encore visible dans la rue du Pont-Levis (Portail de Malecaze). À plusieurs reprises, des conflits éclatent entre l’abbaye et les villageois en ce qui concerne la garde des clés. L’abbé se charge le plus souvent de l’entretien de l’enceinte fortifiée intérieure tandis que les consuls s’occupent de la muraille, défendue par un capitaine.
La prison, bâtie en même temps que le rempart au XIVe siècle, est une salle voûtée en pierre de grès et percée d’un simple oculus. Des soldats placés aux portes de l’abbaye assuraient la protection et enfermaient temporairement voleurs et malfaiteurs arrêtés sur les dépendances de l’abbaye.

## Le sarcophage de saint Saturnin
L'église abbatiale renferme un sarcophage dit sarcophage de saint Saturnin, dit de saint Sernin. Ce coffrage sculpté d'un seul bloc sur trois faces dans du marbre blanc des Pyrénées est attribué au maître de Cabestany. On pense qu'il s'agit d’un devant d’autel datant du XIIe siècle. Les sculptures entourant l'autel racontent la vie de l’évangélisateur saint Sernin, premier évêque de Toulouse au IIIe siècle.
| Côté gauche                              |
| Sarcophage de saint Sernin, côté gauche. |

| Face avant.                             |
| Sarcophage de saint Sernin, face avant. |

| Côté droit.                             |
| Sarcophage de saint Sernin, côté droit. |

Le sarcophage est découpé en quatre scènes principales :
- le côté droit raconte la vie d'évangélisateur de saint Sernin. Il possède une crosse à sa main droite et le livre des Évangiles grand ouvert. Ses deux disciples l'entourent : saint Honest évêque de Pampelune et saint Papoul évangélisateur du Lauragais ;
- la face avant côté droit, saint Sernin en pleine mission d'évangélisation au milieu de la population. Saint Sernin est arrêté par les Romains car le christianisme n'était pas toléré en 250. Des animaux représentant le paganisme et la barbarie sont représentés sous les pieds de saint Sernin ;
- la face avant côté gauche représente le martyre de saint Sernin. Il est attaché par une corde à un taureau qui le traîne. Des piques et des chiens excitent le taureau. Des saintes Puelles, des jeunes filles vierges, sont bénites par saint Sernin ;
- le côté gauche représente la mise au tombeau de saint Sernin. Le corps est allongé et soutenu par des jeunes femmes. L’âme de saint Sernin s'échappe de son corps vers le paradis accueilli par des anges. Des femmes se recueillent sur son tombeau dans le but d'obtenir une guérison ou un miracle.

## Le combat du Lauquet et la légende de saint Hilaire
L’origine de la protection de l’abbaye de Saint-Hilaire par les comtes de Carcassonne vient probablement de l’histoire du combat du Lauquet qui eut lieu à la fin du Xe siècle. Cette bataille opposant Roger Ier, comte de Carcassonne, et Oliba Cabreta, comte de Cerdagne venu envahir la région, donna naissance à une légende.
En effet, on raconte que les troupes de Roger Ier, inférieures en nombre et peut-être moins assoiffées de bataille, étaient sur le point de perdre le combat et de s’enfuir ou d’être massacrées. Alors, le comte de Carcassonne ne sachant plus à qui s’adresser, se tourna vers Dieu : il se mit à genoux et commença à prier. Il invoqua même saint Hilaire et lui demanda de l’aider à protéger le village des envahisseurs. Et c’est alors que le miracle se produisit : saint Hilaire, vêtu d’une robe éclatante, apparut à la tête d’une armée qui repoussa et extermina les troupes d’Oliba.
Pour remercier saint Hilaire de son intervention miraculeuse, Roger Ier s’engagea à vêtir les moines chaque année, à faire régulièrement des dons à l’abbaye et avec sa femme Adélaïde, il s’engagea à respecter les principes de la règle bénédictine. De plus, le couple carcassonnais choisit le monastère comme lieu de sépulture.

## Culture
L'abbaye accueille tout au long de l'année de nombreuses expositions de peinture, sculpture et photographie. L'association "Les Amis de l'Abbaye de Saint Hilaire", y organise régulièrement des manifestations culturelles et des concerts, principalement de musique classique, dans l'église abbatiale ou dans le cloître.